# MP3

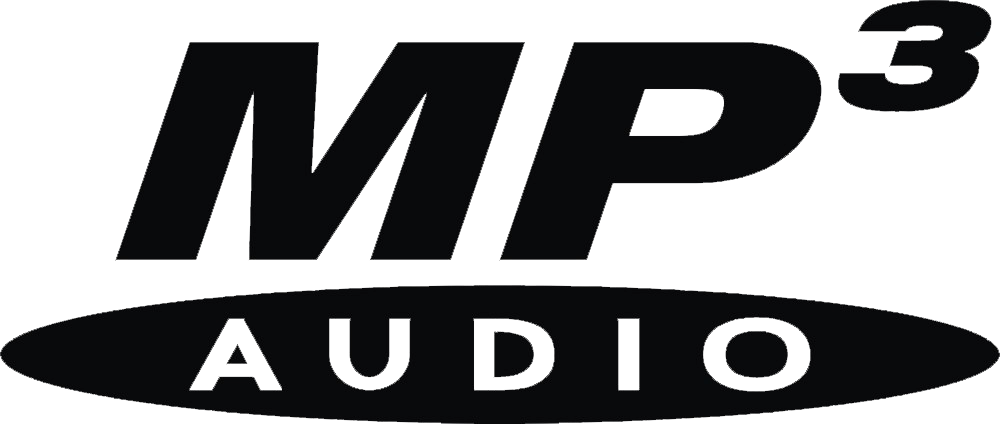
MP3 Logo

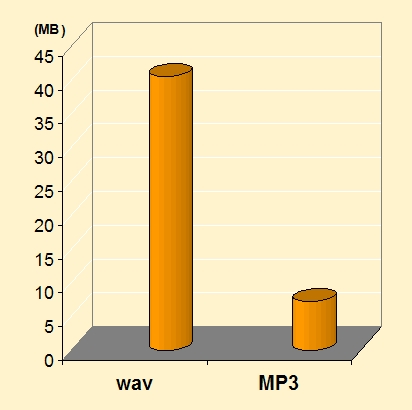
Orientační rozdíl velikostí souborů wav a mp3 se stejnou délkou (skutečný rozdíl závisí na datovém toku mp3)

MP3 (MPEG-1 nebo MPEG-2 Audio Layer III) je ztrátový formát kódování audia, založený na kompresním algoritmu definovaném skupinou MPEG (Motion Picture Experts Group). Při zachování poměrně vysoké kvality umožňuje zmenšit velikost hudebních souborů v CD kvalitě přibližně na desetinu, u mluveného slova však dává výrazně horší výsledky.
Formát MP3 se stal oblíbeným při uchovávání a přehrávání hudby na počítačích, vyrábějí se stolní a přenosné přehrávače tohoto formátu.

## Historie
O vývoj formátu MP3 se zasloužil německý vědec Karlheinz Brandenburg, ředitel pobočky Fraunhoferova ústavu pro mediální komunikaci v Ilmenau, a jeho vědecký tým. Formát byl vyvíjen od roku 1982. První prezentace nového formátu se konala v roce 1991. V roce 1992 byl označen jako standard MPEG-1. Přípona souboru .mp3 (zkratka pro ISO MPEG Audio Layer 3) se začala používat od 14. července 1995. Do té doby se používalo označení příponou .bit

## Popis
MP3 se snaží odstranit redundanci zvukového signálu na základě psychoakustického modelu. Tedy ze vstupního signálu se odeberou informace, jež člověk neslyší, nebo si je neuvědomuje. Využívá se principů časového a frekvenčního maskování. Komprese zvuku podle standardu MPEG-1 obsahuje 3 vrstvy, jež se liší kvalitou a obtížností implementace.

## Slabiny
Při kompresi mluveného slova jsou výsledky výrazně horší. Popsané maskování a potlačování tónů způsobuje, že u mluveného slova může být ve slově potlačena počáteční nebo koncová slabika. Mohou být také zkracovány pauzy mezi jednotlivými slovy. To působí u mluveného slova značně rušivě. Pro kompresi hlasu jsou vhodné jiné metody např. AMR, G.729, Vorbis, Speex nebo Opus.
Výsledná kvalita závisí nejvíce na zvoleném datovém toku, znatelně ji ovlivňují i ostatní parametry volitelné při kompresi.

## MP3 a Internet

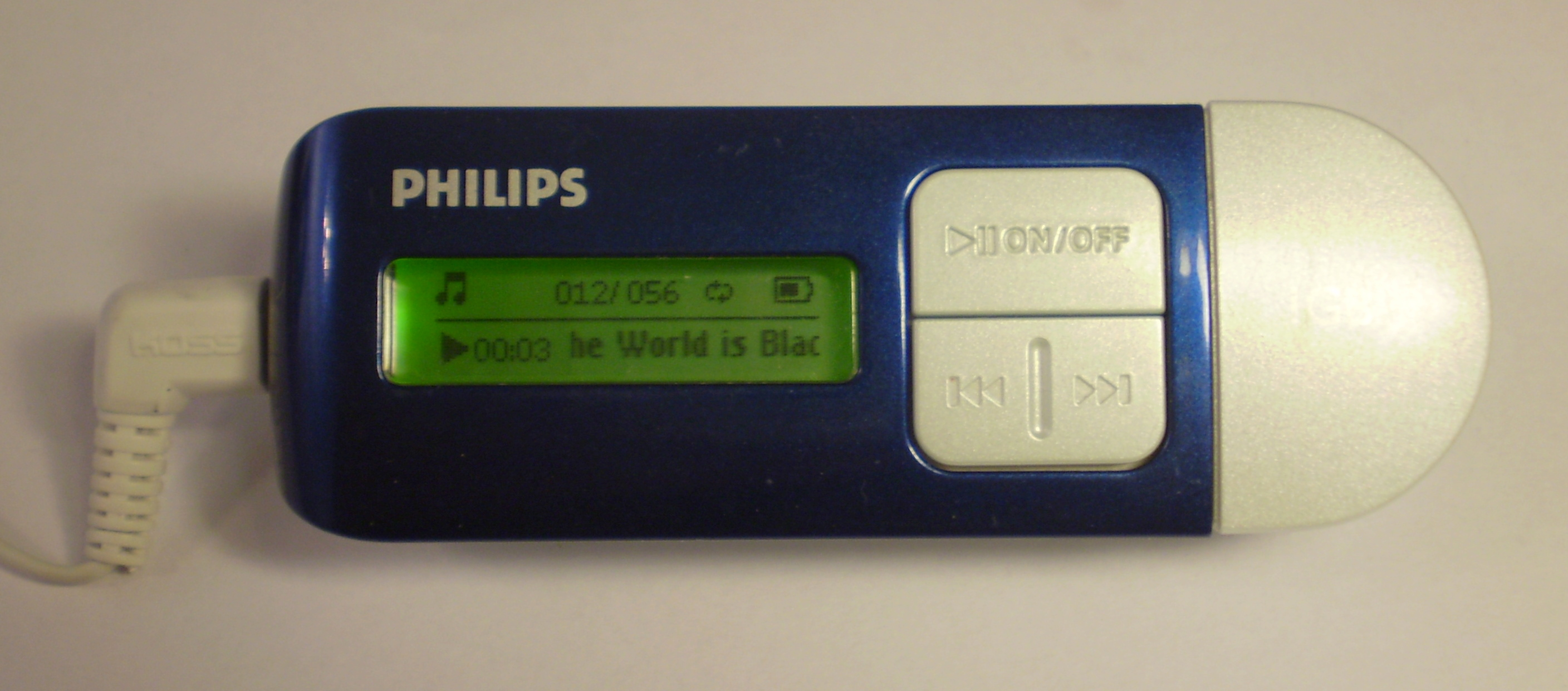
Přenosný přehrávač na MP3 soubory

Díky svým vlastnostem se formát MP3 stal velice populárním nástrojem k šíření hudby i mluveného slova na internetu (viz sdílení aplikací Napster od roku 1999). Mnoho umělců publikuje svoji tvorbu mimo využití klasických distribučních kanálů také pomocí svých www stránek. Toto platí zejména pro začínající autory, kteří si nemohou dovolit využít jiný druh distribuce. V souvislosti s tímto trendem vznikla řada specializovaných MP3 vyhledávačů, které indexují obsah internetových stránek přičemž se zaměřují pouze na formát MP3.

## Alternativní formáty
Kromě MP3 existuje mnoho dalších formátů, například patenty nezatížený formát Vorbis. Technické analýzy potvrzují, že Vorbis je lepší formát než MP3, zejména při nízké a střední přenosové rychlosti.
Advanced Audio Coding (AAC) je standardizovaná technika v rámci MPEG-2 a MPEG-4. Apple a RealMedia používají tento formát pro své hudební online hudební obchody. AAC má lepší kvalitu zvuku při nízkých přenosových rychlostech až do cca 160 kbit/s (čím je nižší přenosová rychlost, tím je zvuk čistší). Formát umožňuje vícekanálový zvuk.
Windows Media Audio (WMA) je zvukový formát vyvinutý společností Microsoft. Přesto se tak neprosadil jako formát MP3.
Formát Musepack (dříve MPEGPlus) je založený na algoritmech MP2 a má poskytovat ještě lepší kvalitu než formát MP3 pří přenosových rychlostech vyšších než 160 kbit/s. V komerčním sektoru není prakticky podporován a je využíván příznivci v High-end sektoru. Soubory se identifikují příponou .mpc nebo .mp+
RealAudio od společnosti RealMedia byl primárně používán pro audio streaming.